# Un lavoro inadatto a una donna
Un lavoro inadatto a una donna (An Unsuitable Job for a Woman) è un romanzo giallo della scrittrice britannica P.D. James, pubblicato nel 1972. È il primo libro che ha come protagonista l'investigatrice privata Cordelia Gray.

## Trama
Cordelia Gray ha solo 22 anni quando il suo socio, Bernie Pryde, si toglie la vita perché malato di cancro. La piccola agenzia di investigazione privata gestita dai due passa a lei per volontà del socio. Tuttavia Cordelia è alquanto sorpresa quando, tornata dai funerali di Bernie, trova ad attenderla una speciale offerta di lavoro: l'influente Sir Ronald Callender ha inviato la sua segretaria, Miss Eliza Learning perché accompagni la giovane a Cambridge. Il figlio di sir Ronald, Mark, si è ucciso a soli 21 anni e il padre vuole un'indagine ulteriore per comprendere i motivi del gesto. Mark aveva lasciato gli studi universitari per fare il giardiniere presso una famiglia in località vicina, ma non troppo, a Cambridge.
Cordelia si mette all'opera e, sin dal colloquio con il sergente Maskell della polizia locale, comprende che vari elementi contribuiscono a far pensare a un delitto, piuttosto che a un suicidio. Nulla è trascurato dall'investigatrice che ha addirittura occupato il cottage dove Mark viveva. Finché dopo pochi giorni la ragazza scopre il possibile movente dell'assassino, ma rischia di essere uccisa da Chris Lunn, un ex teppista divenuto assistente di laboratorio di sir Ronald. Lunn però muore in un drammatico incidente, mentre scappa dal cottage di Cordelia. A quel punto lei ha compreso chi ha ucciso Mark e perché: Mark avrebbe ereditato dal nonno un patrimonio a 25 anni, ma aveva scoperto che sua madre non era la giovane signora Callender, morta quando egli aveva nove mesi, perciò era deciso a rifiutare l'eredità. Questo impediva a sir Ronald di usufruire di quel denaro per le sue ricerche e il delitto era opera sua.
Raggiunta la dimora di sir Ronald, Cordelia lo accusa del crimine e l'uomo ammette ogni particolare; non è pentito e sostiene che nessuno crederà a quanto lei ha scoperto. Ma l'onnipresente signora Learning si affaccia alla porta dello studio con in mano la rivoltella che Cordelia si era lasciata sottrarre senza protestare: il colpo sparato da Eliza Learning è preciso e sir Ronald muore senza nemmeno sospettare quel che stava per capitargli. Eliza dice a Cordelia di essere la madre di Mark e che lo amava, nonostante il padre avesse voluto farlo passare per figlio della defunta moglie, in vista della ricca eredità destinata al ragazzo. Cordelia decide di collaborare con la Learning e insieme simulano un suicidio, quindi chiamano la polizia. Sir Ronald Callender viene sepolto con tutti gli onori e, dopo aver scritto una confessione, miss Learning si congeda da Cordelia.
Ma la grande influenza di Callender e dei suoi amici comporta un seguito di indagini da parte del sovrintendente di Scotland Yard Adam Dalgliesh. Appena tornata a Londra, Cordelia è convocata e ripetutamente interrogata da questi, che in passato aveva allontanato Bernie dalla polizia. Ciò ha provocato il rancore di Cordelia, permettendole di resistere caparbiamente agli interrogatori. Finché al quarto incontro, Dalgliesh le annuncia la morte di Eliza Learning, gettatasi con l'auto in mare, dagli scogli della costiera amalfitana. La notizia fa crollare Cordelia, anche perché Dalgliesh ha magistralmente ripercorso tutte le tappe del dramma dei Callender e ha ricostruito i movimenti della stessa Cordelia con la massima precisione. Date le circostanze, Dalgliesh le comunica che (forse) avrà una multa per detenzione di un'arma illegale e, dentro di sé, ammette che non doveva sottovalutare Bernie.

## Opere derivate
Il libro ha avuto due trasposizioni per lo schermo:
- Nel film omonimo del 1982 diretto da Christopher Petit, con Billie Whitelaw, Paul Freeman, Pippa Guard nei ruoli principali[2];
- nell'omonima serie televisiva del 1997-1999, con Helen Baxendale nel ruolo di Cordelia Gray[3].

## Edizioni in italiano
- P. D. James, Un lavoro inadatto a una donna, traduzione di Ettore Capriolo, collana Onnibus, Milano: A. Mondadori, 1988
- P. D. James; Un lavoro inadatto a una donna, traduzione Ettore Capriolo, collana Oscar Mondadori, Milano, 1990
- Phyllis D. James; Un lavoro inadatto a una donna, Traduzione di Ettore Capriolo, Milano, Mondadori De Agostini, 1990
- P. D. James; Un lavoro inadatto a una donna, traduzione di Ettore Capriolo, collana I Classici del Giallo Mondadori n. 719, Milano: A. Mondadori, 1994
- P. D. James, Un lavoro inadatto a una donna; Un indizio per Cordelia Gray, collana Jumbo bestsellers n. 4 Milano: A. Mondadori, 1995
- P.D. James, Un lavoro inadatto a una donna, traduzione di Ettore Capriolo, collana La signora del delitto n. 14, Milano: Mondadori, 2009